# Маркіна Ірина Анатоліївна
Маркіна Ірина Анатоліївна (нар. 11 жовтня 1963 — 8 квітня 2021)  [Архівовано 8 травня 2021 у Wayback Machine.] — завідувач кафедри менеджменту Полтавського державного аграрного університету, доктор економічних наук; професор; дійсний член Академії економічних наук України; Міжнародної Академії кооперації; член експертної Ради з менеджменту і торгівлі Державної акредитаційної комісії Міністерства освіти і науки України; експерт Управління ліцензування, акредитації та нострифікації Міністерства освіти і науки України; член Координаційної Ради з питань регіонального розвитку та підприємництва Полтавської обласної державної адміністрації; відмінник освіти України, заслужений діяч науки і техніки України.
Сфера наукових інтересів: менеджмент підприємств у ринковому середовищі, методологія наукового управління, менеджмент економічної та інтелектуальної безпеки, розвиток туризму.

## З біографії
У 1985 р. з відзнакою закінчила економічний факультет Полтавського кооперативного інституту за спеціальністю «Бухгалтерський облік і аналіз господарської діяльності». Другу вищу освіту здобула у Полтавській державній аграрній академії за спеціальністю «Менеджмент організацій». Крім того, з відзнакою закінчила Національну академію внутрішніх справ за спеціальністю «Правознавство».
Основні етапи педагогічної та науково-педагогічної діяльності:
- 1986—1988 рр. — асистент кафедри інформаційно-обчислювальних систем та управління Полтавського кооперативного інституту;
- з 1989 по 1991 р. — навчання в аспірантурі Московського університету споживчої кооперації;
- 1992—1994 рр. — заступник декана економічного факультету Полтавського кооперативного інституту, доцент кафедри управління;
- з 1994 р. по серпень 2012 р. — завідувач кафедри менеджменту організацій та зовнішньоекономічної діяльності Полтавського університету економіки і торгівлі;
- з 2000 по 2003 р. — навчання в докторантурі Київського національного університету імені Шевченка;
- з 2002 р. по 2009 р. — проректор з наукової роботи Полтавського університету споживчої кооперації України;
- з серпня 2013 по березень 2015 р. — проректор з науково-педагогічної роботи та міжнародного співробітництва Полтавського національного технічного університету імені Юрія Кондратюка;
- з серпня 2012 р. — по вересень 2015 р. — завідувач кафедрою менеджменту і адміністрування Полтавського національного технічного університету імені Юрія Кондратюка.
- з жовтня 2015 р. — завідувач кафедрою туризму та адміністрування Полтавського національного технічного університету імені Юрія Кондратюка.
- з серпня 2016 р. по 7 квітня 2021 року - завідувач кафедри менеджменту Полтавського державного аграрного універститету

Редакційна діяльністьМаркіна Ірина Анатоліївна була членом редакційних колегій фахових вітчизняних та закордонних видань, зокрема, MANEKO (Journal of Corporate Management and Economics). Bratislava

## Науковий доробок
Має більше 500 опублікованих праць, у тому числі 350 наукових (із них 16 монографій, 8 колективних монографій, 183 статті у фахових виданнях, 48 статей, що входять до науково-метричних баз даних, зокрема 7 в Scopus) і 150 навчально-методичного характеру (із них 19 навчальних посібників, 4 підручників та навчальних посібників з грифом МОНУ). Серед наукових праць 69 — у зарубіжних виданнях. 
Ірина Анатоліївна Маркіна — засновниця наукової школи «Методологія та практика сучасного менеджменту», в межах якої ведеться робота щодо наукової підготовки кадрів і підвищення якісного рівня науково-педагогічного складу  закладів вищої освіти, проводяться наукові заходи, зокрема науково-практичні конференції, круглі столи, тренінги тощо. Під її керівництвом здобувачі підготували та захистили близько 50 кандидатських та 4 докторських дисертації. 
Ірина Анатоліївна започаткувала на базі кафедри менеджменту ПДАУ проведення щорічної Міжнародної науково-практичної конференції «Менеджмент ХХІ століття: глобалізаційні виклики» та Всеукраїнської науково-практичної інтернет-конференції «Управління ресурсним забезпеченням господарської діяльності підприємств реального сектора економіки», у яких беруть участь провідні науковці України та близького закордоння, країн ЄС, США та ін. 
За редакцією Ірини Анатоліївни Маркіної випущено понад 30 монографій, а в рамках затверджених науково-дослідних тем з державною реєстрацією та присвоєнням міжнародного стандартного номера ISBN — 7 колективних монографій англійською мовою, в написанні яких взяли участь провідні науковці й аспіранти. 
Наукова школа менеджменту професорки  Маркіної І. А. вирізняється наявністю свободи мислення, творчості та пошуку ідей, її роль  є вагомою в розвитку науки не тільки тому, що професорка встигла створити нову ефективну методологію цієї галузі знань, а й тому, що її вплив і надалі здійснюється через ланцюжок  послідовників. 

### Основні праці
Монографії
- Маркіна І. А. Методологія сучасного управління: монографія — К.: Вища шк., 2001. — 312 с.
- Маркіна І. А. Управління споживчою кооперацією як соціально-економічною системою: монографія — Полтава: ПУСКУ, 2008. –255 с.
- Маркіна І. А., Рибалко-Рак Л. А. Система управління якістю в галузі торгівлі організацій та підприємств споживчої кооперації: монографія — Полтава: РВВ ПУСКУ, 2008. — 163 с.
- Маркіна І. А., Іванюта В. Ф., Іванюта П. В. Методологічне забезпечення оцінки конкурентоспроможності підприємств в умовах вступу України в СОТ і ЄС: монографія — Монографія: — Полтава: ПУСКУ, 2009. — 168 c.
- Маркіна І. А., Глєбова А. О. Корпоративна реструктуризація підприємств: монографія — Поліграфічно-видавничий центр ТОВ «Інтекс-ЛТД», м. Кіровоград, 2010. — 210 c.
- Маркіна І. А., Черниш І. В. Управління створенням інвестиційної привабливості підприємств туристичного бізнесу: монографія — Поліграфічно-видавничий центр ТОВ «Інтекс-ЛТД», м. Кіровоград, 2010. — 171 с.
- Маркіна І. А., Панченко В. А. Управління якістю торговельного обслуговування підприємств роздрібної торгівлі: монографія — Поліграфічно-видавничий центр ТОВ «Інтекс-ЛТД», м. Кіровоград, 2010. — 117 с.
- Маркіна І. А., Бакало Н. В. Управління розвитком малих підприємств під впливом факторів макросередовища: монографія — Полтава: ПУЕТ, 2010. — 153 c.
- Маркіна І. А., Остряніна С. В. Формування конкурентних переваг маркетингової цінової політики для сегментів цільномолочної продукції / Ціноутворення як основа ефективності функціонування підприємств та чинник підвищення добробуту населення: монографія / за ред. А. В. Череп. — Запоріжжя: Запорізький національний університет, 2011. — 288 с.
- Маркіна І. А., Бурдельна Г. О. Управління якістю продукції промислових підприємств: монографія — Поліграфічно-видавничий центр ТОВ «Інтекс-ЛТД», м. Кіровоград, 2011. — 207 с.
- Маркіна І. А., Остряніна С. В. Управління конкурентоспроможністю підприємств на ринку харчових продуктів: монографія — Полтава: ПУЕТ, 2012. — 225 с.
- Маркіна І. А., Панченко В. А., Рибалко-Рак Л. А. Споживча кооперація: процесний підхід до управління в торгівлі: монографія — Кіровоград: ФОП Александрова М. В., 2012. — 148 с.
- Маркіна І. А., Мацедонська Н. В. Управління підприємствами харчової промисловості: інформаційний аспект: монографія — поліграфічно-видавничий центр ТОВ «Інтекс-ЛТД», м. Кіровоград, 2013. — 228 с.
- Маркіна І. А., Несвіт В. І. Управління рентабельністю промислового підприємства: монографія — Поліграфічно-видавничий центр ТОВ «Інтекс-ЛТД», м. Кіровоград, 2013. — 200 с.
- Маркіна І. А., Потапюк І. П., Войтович С. Я. Стратегічне маркетингове управління підприємствами сфери послуг: монографія — Кіровоград: ФОП Александрова М. В., 2014. — 312 с.
- Маркіна І. А., Андрєєва Н. М., Головченко О. М., Конкурентоспроможність підприємств в умовах ринкової економіки / Регіональні аспекти та напрямки підвищення конкурентоспроможності підприємств в умовах інноваційного розвитку: [монографія] / [Н. М. Андрєєва, О. М. Головченко, І. А. Маркіна та ін.]; за заг. ред. М. А. Зайця, О. В. Захарченка, О. М. Коваленка. — Одеса: ВМВ, 2014. — 292 с.
- Маркіна І. А., Черниш І. В. Розвиток туристичного потенціалу регіону: монографія — ПолтНТУ ім. Юрія Кондратюка. — Полтава: ТОВ «АСМІ», 2014. — 197 с.
- Маркіна І. А., Дячков Д. В. Управління інформаційним потенціалом промислових підприємств: монографія — Полтава: Вид-во «Сімон» 2015. — 238 с.
- Маркіна І. А., Проблеми детінізації в контексті економічної безпеки України / Проблеми та Перспективи ринково-орієнтованого управління підприємствами: теорія, методологія практика, 2015. — С. 71-78

Навчальні посібники, підручники
- Маркина И. А., Жигалов В. Т. Как стать умелым менеджером — Полтава: ПКІ, 1993. — 66 с.
- Маркина И. А., Биловол Р. И., Власенко В. А. Менеджмент организаций: учеб.-метод. пособие для самостоятельного изучения дисциплины студентами специальности «Менеджмент организаций и администрирование». — Полтава: ПУЭТ, 2012. — 358 с.
- Маркіна І. А., Біловол Р. І., Власенко В. А. Менеджмент організацій: навчальний посібник (під грифом МОНМСУ). — К.: Центр учбової літератури, 2013. — 248 с.
- Маркіна І. А., Гунченко М. В., Таран-Лала О. М. Контролінг для менеджерів (під грифом МОНМСУ). –К.: Центр учбової літератури, 2013. — 304 с.

## Нагороди та відзнаки
Відзначена Державним знаком «За наукові досягнення», нагородами галузевих і регіональних органів управління.
Зокрема:
- Пам'ятний годинник «Від Президента України» до 10-ї річниці Незалежності України (2001 р.);
- Почесна грамота Полтавської обласної Ради (2001 р.);
- Почесний знак «Відмінник освіти України» (2001 р.);
- Почесна грамота Міністерства освіти і науки України (2007 р.);
- Заслужений діяч науки і техніки України (2019 р.).